# Tōkaidō Shinkansen
Tōkaidō Shinkansen (東海道新幹線?) es la línea original de Shinkansen (tren de alta velocidad) inaugurada en 1964 en Japón, entre Tokio (Estación de Tokio) y Osaka (Estación Shin-Osaka). Es operada por la compañía Japan Railways, conocida como JR. Es la línea más utilizada de todas las que componen el sistema Shinkansen ya que atraviesa las tres mayores áreas urbanas del país, así como también por el hecho de ser la primera en funcionamiento. 
Es considerada una obra maestra de la ingeniería mundial, siendo catalogado como un "hito histórico" en la ingeniería eléctrica por la Institute of Electrical and Electronics Engineers, así como un punto de referencia histórico de la ingeniería mecánica para la ASME en el 2000.

## Historia
Desde la inauguración de la línea ferrocarril de Tōkaidō, en el año 1872, se planearon numerosos proyectos de aumentar la velocidad, no todos de los cuales se llevaron a cabo. El primer plan de la línea de tren bala, actual Shinkansen, fue concebida en 1939 como una línea férrea con trenes de alta velocidad que uniese Tokio y Shimonoseki, desde la cual se extendería la vía hasta China. El proyecto fue suspendido por la llegada de la Segunda Guerra Mundial, a pesar de que ya se había iniciado la excavación de algunos túneles.
La construcción de la línea propiamente dicha comenzó en 1959 y fue terminada en 1964, a tiempo para los Juegos Olímpicos de Tokio 1964. El viaje inaugural fue el 1 de octubre de 1964. Antes de la construcción de esta nueva línea, el viaje entre Tokio y Ōsaka tardaba 6 horas y media, el tiempo que se acortó a 4 horas con la llegada de los trenes bala, e incluso hasta 3 horas y 10 minutos en el año siguiente. En su cuadragésimo aniversario (2004), la línea Tōkaidō Shinkansen transportó a su pasajero 4.160 millones.

## Trenes usados
La línea Tōkaidō Shinkansen tiene varios tipos de trenes. El llamado Nozomi hace los recorridos más rápidos por hacer menos paradas en el trayecto. Le siguen el Hikari, que hacen unas paradas más que Nozomi, y, por último, el Kodama, que para en todas las estaciones. 
Anteriormente fueron usados los trenes de series 0, 100, 300 en Tōkaidō Shinkansen. Serie 500 fue introducido en 1996 y sustituido por la serie 700 en 2010, y actualmente sólo es usado en la línea Sanyō Shinkansen. La ampliación de esta 700, serie N700, se estrenó en 2004 y desde entonces se han anunciado dos modelos renovados: N700A (Advanced) y N700S (Supreme), en 2012 y 2020, respectivamente.

## Pasajeros
Entre 1964 y 2010, el Tokaido Shinkansen ha llevado a 4,9 mil millones de pasajeros, lo que la hace la línea de alta velocidad más concurrida del mundo.
| Año       | 1965 | 1975 | 1985 | 1995 | 2000 | 2005 | 2010 |
| --------- | ---- | ---- | ---- | ---- | ---- | ---- | ---- |
| Pasajeros | 31   | 157  | 179* | 196  | 189  | 204  | 201  | *el valor de 1985 incluye los pasajeros de Tōhoku Shinkansen y Jōetsu Shinkansen.

## Estaciones
Los trenes Kodama paran en todas las estaciones. Los trenes Nozomi y Hikari tienen varios patrones de parada. En las estaciones marcadas abajo en la tabla con ○ paran todos los trenes; las con △, todos Kodama y algunos de Hikari; y las con ｜, sólo Kodama.
En Shin-Osaka hay conexión con Sanyo Shinkansen, que va al oeste hasta Hakata. Generalmente los Nozomi van directamente desde Tokio hasta Hakata, mientras que Hikari y Kodama no viajan más allá de Shin-Osaka y se tiene que cambiar el tren para continuar el viaje. En Tokio hay conexiones con otros Shinkansen que van hacia norte, pero ninguno de ellos ofrece la operación directa.
| Estación      | Estación | Ciudad               | Distancia (km) (de Tokio) | Parada | Conexiones |
| ------------- | -------- | -------------------- | ------------------------- | ------ | --- |
| Tokio         | 東京     | Chiyoda (Tokio)      | 0,0                       | ○      | Tōhoku Shinkansen, Jōetsu Shinkansen, Hokuriku Shinkansen, Línea Yamanote, Línea Principal Chūō, Línea Principal Sōbu, Línea Keihin-Tōhoku, Línea Principal Tōkaidō, Línea Principal Tōhoku, Línea Keiyō, Línea Yokosuka ○Línea Marunouchi (M-17)                                                       |
| Shinagawa     | 品川     | Minato (Tokio)       | 6,8                       | ○      | Línea Yamanote, Línea Keihin-Tōhoku, Línea Principal Tōkaidō, Línea Yokosuka Línea Principal Keikyū |
| Shin-Yokohama | 新横浜   | Kōhoku-ku (Yokohama) | 25,5                      | ○      | Línea Yokohama Metro de Yokohama ■Línea Azul |
| Odawara       | 小田原   | Odawara (Kanagawa)   | 76,7                      | △      | Línea Principal Tōkaidō, Línea Shōnan-Shinjuku Línea Odawara, Línea Daiyūzan, Línea Hakone Tozan |
| Atami         | 熱海     | Atami (Shizuoka)     | 95,4                      | △      | Línea Principal Tōkaidō, Línea Ito |
| Mishima       | 三島     | Mishima (Shizuoka)   | 111,3                     | △      | Línea Principal Tōkaidō Línea Sunzu |
| Shin-Fuji     | 新富士   | Fuji (Shizuoka)      | 135,0                     | ｜     | Sin conexiones |
| Shizuoka      | 静岡     | Aoi-ku (Shizuoka)    | 167,4                     | △      | Línea Principal Tōkaidō Línea Shizuoka-Shimizu (Estación de Shin-Shizuoka) |
| Kakegawa      | 掛川     | Kakegawa (Shizuoka)  | 211,3                     | ｜     | Línea Principal Tōkaidō Línea Tenryū Hamanako |
| Hamamatsu     | 浜松     | Hamamatsu (Shizuoka) | 238,9                     | △      | Línea Principal Tōkaidō Línea Ferroviaria Enshu (Estación de Shin-Hamamatsu) |
| Toyohashi     | 豊橋     | Toyohashi (Aichi)    | 274,2                     | △      | Línea Principal Tōkaidō, Línea Iida Línea Principal Nagoya (Meitetsu), Línea Toyohashi Atsumi (Estación de Shin-Toyohashi), Tranvía de Toyohashi (Estación de Ekimae) |
| Mikawa-Anjō   | 三河安城 | Anjō (Aichi)         | 312,8                     | ｜     | Línea Principal Tōkaidō |
| Nagoya        | 名古屋   | Nakamura-ku (Nagoya) | 342,0                     | ○      | Línea Principal Tōkaidō, Línea Principal Chūō, Línea Principal Kansai, Línea Principal Takayama Metro de Nagoya: ■Línea Higashiyama (H08), ■Línea Sakura-dori (S02), Línea Principal Nagoya (Estación de Meitetsu Nagoya), Línea Nagoya (Kintetsu) (Estación de Kintetsu Nagoya), ■ Línea Aonami (AN01) |
| Gifu-Hashima  | 岐阜羽島 | Hashima (Gifu)       | 367,1                     | △      | Línea Meitetsu Hashima (Estación de Shin-Hashima) |
| Maibara       | 米原     | Maibara (Shiga)      | 408,2                     | △      | Línea Principal Tōkaidō, Línea Principal Hokuriku Línea Principal (Ohmi Railway) |
| Kioto         | 京都     | Shimogyo-ku (Kioto)  | 476.3                     | ○      | Línea Principal Tōkaidō, Línea Principal San'in, Línea Nara, Línea Kioto (Kintetsu) Metro de Kioto: ■Línea Karasuma (K11) |
| Shin-Osaka    | 新大阪   | Yodogawa-ku (Osaka)  | 515,4                     | ○      | Sanyō Shinkansen, Línea Principal Tōkaidō Metro de Osaka: ■Línea Midōsuji (M13) |